# 卢克勤
卢克勤（1920年—2011年5月6日），男，原籍江西上饶，生于上海，中华人民共和国政治人物，曾任中央广播事业局副局长、广播电视部顾问，中国电子学会副理事长。